# Shabako
Neferkara Shabaka, o Sabaco, fue un faraón Kushita de la dinastía XXV de Egipto; gobernó de ca. 716 a 702 a. C. durante el Tercer periodo intermedio de Egipto. 
Manetón lo denominó Sabacon y comentó que tras capturar a Bokkoris, y quemarlo vivo, reinó ocho años (según Julio Africano, en la versión de Jorge Sincelo), o doce años (según Eusebio de Cesarea, en la versión armenia). Fue denominado Sabacos por Heródoto (II, 37). 

## Biografía
Shabako sucede en el trono a su hermano Pianjy (Piye). 
Capitanea una nueva invasión a Egipto y lucha por mantenerlo libre de la dominación del Imperio Asirio, bajo el rey Sargón II, una tarea que consiguió en gran parte porque Sargón estuvo ocupado por varios conflictos surgidos en otras regiones. 
A pesar de estar recién llegados a Egipto, Shabako y su familia estaban muy interesados en el pasado de Egipto y el arte del período refleja un estilo que recordará a épocas más antiguas. 
Shabako murió en el año decimoquinto de su reinado y fue enterrado en su pirámide de El Kurru. Le sucede su sobrino Shabitko, hijo de Pianjy, siguiendo la tradición Kushita de sucesión preferente entre hermanos, antes que al hijo del primer hermano.

## Testimonios de su época

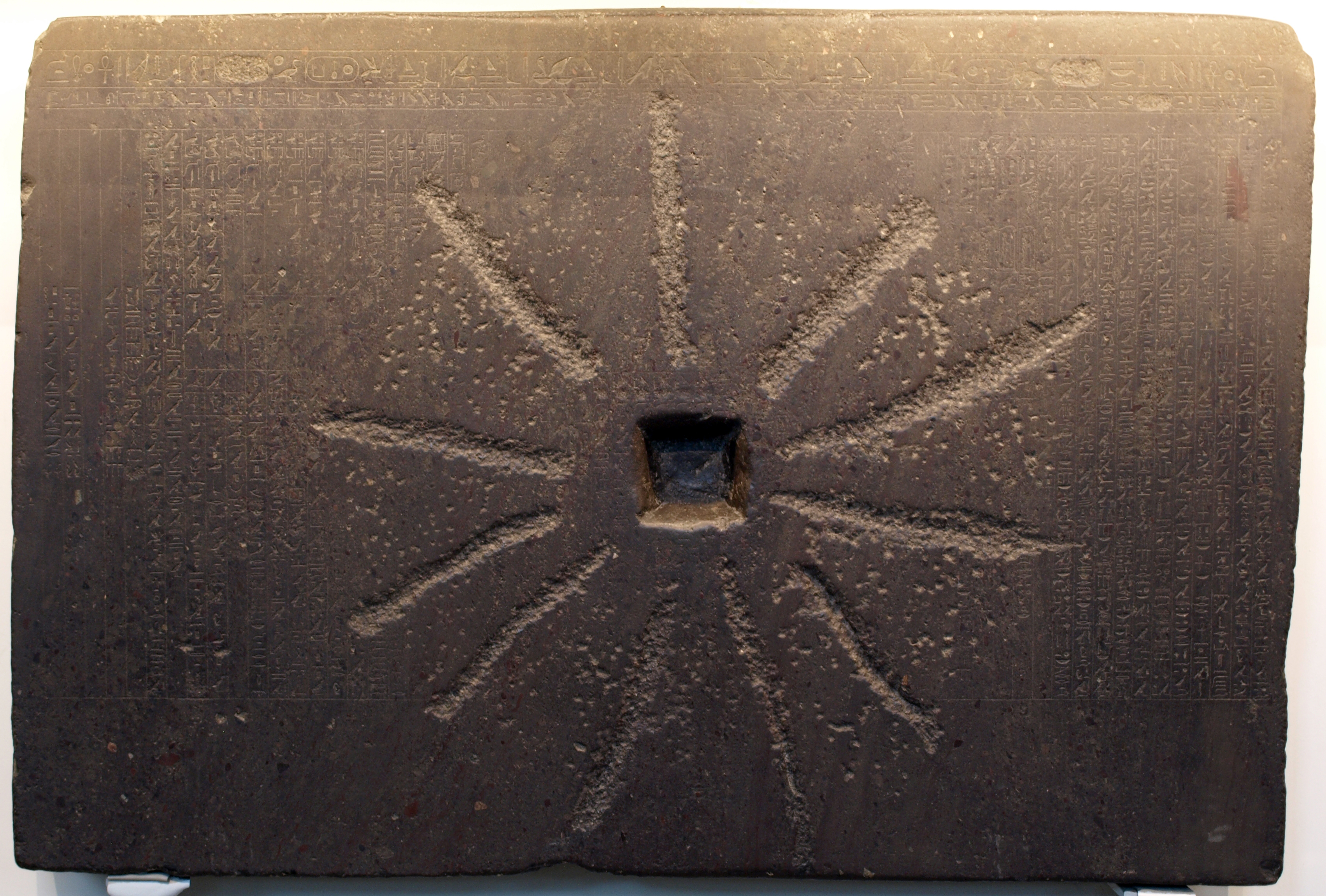
Piedra de Shabako, en la que se expone la teología menfita.

Durante el reinado de Shabako se emprendieron gran cantidad de trabajos edificatorios a lo largo de Egipto, especialmente en la ciudad de Tebas.
La denominada Piedra de Shabako, donde se registra que el rey ordenó preservar varios documentos del Imperio Antiguo, es el objeto más conocido de su reinado. En ella se describe la teología menfita.
- Varias edificaciones en Karnak (Arnold 1999: 47)
- Ampliaciones del templo de Luxor (Arnold 1999: 47)
- Ampliaciones del templo de Medinet Habu (Arnold 1999: 47)
- Varios bloques con su nombre en los templos de: Edfu, Abidos, Esna, Menfis (Arnold 1999: 50)
- Placa con el nombre de Neferkara (Museo Petrie, UC13205)

## Titulatura
| Titulatura | Jeroglífico | Transliteración (transcripción) - traducción - (referencias) |

| G5 |

| G5 |

| s | b | N29 | N17 · N17 |

| s | b | N29 | N17 · N17 |

| s | b | N29 | N17 · N17 |

| s | b | N29 | N17 · N17 |

| G5 |

| G5 |

| s | b | N29 | N17 · N17 |

| s | b | N29 | N17 · N17 |

| s | b | N29 | N17 · N17 |

| s | b | N29 | N17 · N17 |

| G16 |

| G16 |

| s | b | N29 | N17 · N17 |

| s | b | N29 | N17 · N17 |

| G16 |

| G16 |

| s | b | N29 | N17 · N17 |

| s | b | N29 | N17 · N17 |

| G8 |

| G8 |

| s | b | N29 | N17 · N17 |

| s | b | N29 | N17 · N17 |

| G8 |

| G8 |

| s | b | N29 | N17 · N17 |

| s | b | N29 | N17 · N17 |

| N5 | F35 | D28 |

| N5 | F35 | D28 |

| N5 | F35 | D28 |

| N5 | F35 | D28 |

| N5 | F35 | D28 |

| N5 | F35 | D28 |

| N5 | F35 | D28 |

| N5 | F35 | D28 |

| N5 | F35 | D28 |

| N5 | F35 | D28 |

| N5 | F35 | D28 |

| N5 | F35 | D28 |

| N5 | F35 | D28 |

| N5 | F35 | D28 |

| N5 | F35 | D28 |

| N5 | F35 | D28 |

| M8 | E10 | D28 |

| M8 | E10 | D28 |

| M8 | E10 | D28 |

| M8 | E10 | D28 |

| M8 | E10 | D28 |

| M8 | E10 | D28 |

| M8 | E10 | D28 |

| M8 | E10 | D28 |

| M8 | E10 | D28 |

| M8 | E10 | D28 |

| M8 | E10 | D28 |

| M8 | E10 | D28 |

| M8 | E10 | D28 |

| M8 | E10 | D28 |

| M8 | E10 | D28 |

| M8 | E10 | D28 |